# Knock Off
Knock Off is een actiefilm uit 1998 onder regie van Tsui Hark, met in de hoofdrol Jean-Claude Van Damme.

## Verhaal
De film speelt zich af in Hongkong. De Amerikaan Marcus Ray maakt neppe jeans van een bekend merk en verscheept deze vervolgens per containerschip naar de Verenigde Staten. De Russische maffia wil microchips in spijkerbroeken naaien, die hoogrenderende bommen blijken te zijn, om bombardementen in Amerika op gang te brengen. Dat wil Ray voorkomen. Met enkele vrienden gaat hij de strijd aan. Op een containerschip is er een confrontatie tussen strijders van de Russische maffia en Marcus en zijn vrienden. Marcus zegeviert over de criminele organisatie en voorkomt de dood van duizenden in de Verenigde Staten.

## Rolverdeling
| Acteur                  | Personage       |
| ----------------------- | --------------- |
| Jean-Claude Van Damme   | Marcus Ray      |
| Rob Schneider           | Tommy Hendricks |
| Lela Rochon             | Karen Lee       |
| Michael Fitzgerald Wong | Detective Han   |
| Carman Lee              | Ling Ho         |
| Paul Sorvino            | Harry Johansson |
| Wyman Wong              | Eddie Wang      |
| Glen Chin               | Skinny Wang     |
| Wes Wolff               | Dinger          |
| Moses Chan              | Officer Wong    |